# Tom Clancy's The Division
Cet article concerne la série de jeux vidéo. Pour le premier jeu vidéo de la série, voir Tom Clancy's The Division (jeu vidéo).
Tom Clancy's The Division (souvent abrégé en The Division) est une série de jeux vidéo de tir tactique en ligne en monde ouvert et d'action-RPG développé par Massive Entertainment et édité par Ubisoft.

## Liste de jeux
- Tom Clancy's The Division - 2016 (PlayStation 4, Xbox One et Windows)
- Tom Clancy's The Division 2 - 2019 (PlayStation 4, Xbox One et Windows)
- Tom Clancy's The Division Heartland - Annulé[1] (PlayStation 4, PlayStation 5, Xbox One, Xbox Series et Windows)
- Tom Clancy's The Division Resurgence - TBD (Android et iOS)
- Tom Clancy's The Division 3 - TBD

## Synopsis et système de jeu
L'action des jeux vidéo se déroulent dans un proche avenir à New York (Tom Clancy's The Division) et à Washington (Tom Clancy's The Division 2) à la suite d'une pandémie de variole.
Le joueur, un agent spécial de la Strategic Homeland Division (SHD) nommé « La Division », est chargé d'aider les survivants à reconstruire les infrastructures d'urgence, d'enquêter sur la nature de l'épidémie et à lutter contre les activités criminelles qui en résultent.
Les jeux vidéo Tom Clancy's The Division sont structurés avec des éléments de jeux de rôle, ainsi que des modes multijoueurs en ligne coopératifs et entre joueurs. Ils incluent un système de gestion de l'équipement (loot et artisanat).
Comme son nom l'indique, la série de jeux vidéo est scénarisée par Tom Clancy, un scénariste du jeu et auteur de romans américain.